# 武士林祠
武士林祠(ブスリン祠)，又稱武士林神社，是位於臺灣花蓮縣秀林鄉的神社遺址。
武士林，太魯閣語Bsuring，花蓮秀林的舊稱。

## 沿革
武士林祠始建於大正十三年（1924年）於昭和十二年（1937年）遷至現址。《理蕃の友 昭和13年8月號》曾有專文介紹ブスリン社，文中提到ブスリン祠最初建於大正十三年（1924年）10月23日，但之後因神社位置過於偏遠(南)且地勢較低，加上建築物腐朽，因此於現址另建新祠，於昭和十二年（1937年）11月10日遷座，該神社在臺灣總督府的紀錄中並未被記載。拜殿構造為神明造，當前仍存有本殿基座、參道與石燈籠殘件，其中石燈籠僅存四個基座與竿。